# Ice Princess
Ice Princess (bra: Sonhos no Gelo)) é um filme norte-americano de 2005, dirigido por Tim Fywell e estrelado por Michelle Trachtenberg, Joan Cusack, Kim Cattrall e Hayden Panettiere.

## Enredo
Casey (Michelle Trachtenberg) é uma daquelas garotas extremamente inteligentes mas nada descoladas ou populares na escola. Para entrar na Universidade de seus sonhos, ela passa a frequentar treinos de patinação no gelo, para que, com a ajuda de seus conhecimentos em Física, e de uma talentosa treinadora chamada Tina (Kim Cattrall) de ideais nada parecidos com o de Casey, ela possa fazer uma tese que a levará para seu objetivo. Contudo, a jovem se apaixona pelo esporte e se envolve nas competições amadoras. Com um passado não bem-sucedido na patinação, Tina sabota Casey para ver a filha, Gennifer, (Hayden Panettiere)  se tornar a campeã de sucesso que um dia foi, e passa a atrasar os avanços da moça, contudo quando percebe que sua filha não leva jeito algum para patinação e que está diante de um fenômeno como Casey ela resolve ajudá-la e Casey sem vergonha alguma, ela desiste da faculdade e se insere no meio de iniciantes para tornar se uma grande patinadora profissional.

## Elenco
- Michelle Trachtenberg - Casey Carlyle
- Joan Cusack - Joan Carlyle
- Kim Cattrall - Tina Harwood
- Hayden Panettiere - Gennifer/Gen Harwood
- Trevor Blumas - Teddy Harwood
- Kirsten Olson - Nikki
- Juliana Cannarozzo - Zoe Bloch
- Jocelyn Lai - Tiffany
- Paul Sun-Hyung Lee - Sr. Lai
- Martha MacIsaac - Garota malvada da festa
- Connie Ray - Sra. Fletcher
- Michelle Kwan - Repórter da ESPN
- Shanique Ollivierre-Lake - Chantal DeGroat
- Amy Stewart - Ann
- Kristina Whitcomb - Sra. Fisher Lee

## Recepção
No consenso do agregador de críticas Rotten Tomatoes diz: "Este simpático filme da Disney ganha pontos pelo esforço, mas não consegue aterrissar quando se trata de originalidade." Na pontuação onde a equipe do site categoriza as opiniões da grande mídia e da mídia independente apenas como positivas ou negativas, o filme tem um índice de aprovação de 52% calculado com base em 109 comentários dos críticos. Por comparação, com as mesmas opiniões sendo calculadas usando uma média aritmética ponderada, a nota alcançada é 5,6/10.

## Trilha sonora
A trilha sonora, lançada pela Walt Disney Records, traz vários singles de cantores famosos como Raven-Symoné, Hayden Panettiere, Jesse McCartney, Aly & AJ e Emma Roberts.
Faixas
1. Reach - Caleigh Peters
2. If I Had It My Way - Emma Roberts
3. Get Your Shine On - Jesse McCartney
4. You Set Me Free - Michelle Branch
5. Reachin' For Heaven - Diana DeGarmo
6. No One - Aly & AJ
7. It's Oh So Quiet - Lucy Woodward
8. Get Up - Superchick
9. I Fly - Hayden Panettiere
10. Just A Dream - Jump5
11. Bump - Raven-Symoné
12. There Is No Alternative - Tina Sugandh
13. Unwritten - Natasha Bedingfield

Músicas não incluídas na trilha sonora:
- "Ray of Light" de Madonna aparece na apresentação de Casey Carlyle na competição regional.
- "Toxic", de Britney Spears, foi incluída na cena de patinação no gelo de Zoe.
- "Freak Out", de Avril Lavigne, aparece no trailer oficial.